# Succession vacante
 (novembre 2024).
Une succession vacante est l'état dans laquelle une succession se trouve, lorsqu’au décès d’une personne, il ne se présente personne pour la réclamer, soit que le défunt est décédé sans laisser d'héritier (légaux ou testamentaires), soit que ceux-ci aient tous choisi de renoncer à la succession.
Par extension, une succession est également considérée comme vacante, en droit français, lorsque les héritiers connus ne l'ont pas acceptée à l'issue d'un certain délai.
La « vacance » successorale se distingue de la « déshérence », où l’État choisit de faire valoir ses droits sur la succession, à défaut de successeur régulier.

## Étymologie
Le régime de la succession vacante d'un défunt fait appel à deux notions celles de curatelle (et de curateur) d'une part, et de vacance d'autre part.
Les mots « Curatelle » et « Curateur » proviennent du verbe latin curare, qui signifie prendre soin.
Le terme « vacant » est, quant à lui, le participe présent du verbe latin vacare, pouvant se traduit par « être vide, inoccupé ». Associé à la notion de « bien », il renvoie à ce « qui n'a pas de titulaire » ou à ce « qui n'a pas de propriétaire, épave »
En outre, les « biens vacquans » sont également évoquées dans les Ordonnances des Rois de France, t. X, p. 75 du 25 mai 1413 comme étant des « biens dont le propriétaire est mort et n'a pas laissé d'héritier ». Ainsi apparaît le concept de « successions vacantes » (Nouv. Coutumier gén., t. 3, p. 1080, an 1525).
Le régime de la curatelle à la succession vacante d'un défunt fait l'objet d'une présentation détaillée par le Comte Merlin dans son répertoire universel et raisonné de jurisprudence de 1812.
Il y présente le curateur comme « un homme commis par la justice pour prendre soin des biens et des intérêts d’autrui », qui agit par un pouvoir de représentation du titulaire du patrimoine.
En ce sens, la jurisprudence précisera également qu’« en cas de succession vacante, le curateur représente l’hérédité, être morale non encore personnifié dans un héritier connu, au nom duquel sont exercés tous les droits actifs et passifs dont le défunt a été nécessairement dépouillé par l’événement de son décès » (Civile, 19 octobre 1886).

## Historique

### De l'adoption du Code civil en 1804 à la loi du 20 novembre 1940
Lors de l'adoption du Code civil, en 1804, il n'existait dans le droit positif que des successions vacantes définies par l'article 811 du Code civil napoléonien.
Ces dernières étaient représentées, par un curateur désigné librement par le tribunal du lieu d'ouverture de la succession, et choisi ordinairement en dehors de l'Administration lorsqu'aucun successible ne s'était présenté, à l'issue d'un délai de trois mois et quarante jours.
Cependant, lorsqu’il était nécessaire d'intervenir avant l'expiration de ce délai, les exigences de la pratique avaient amené les tribunaux à nommer des administrateurs provisoires.

### De la loi du 20 novembre 1940 à la loi du 23 juin 2006
La loi du 20 novembre 1940 institua, à côté de la curatelle des successions vacantes, le régime des successions non réclamées. L'Administration de l'Enregistrement fut chargée de la gestion de ces successions et disposa d'un pouvoir de représentation exclusif.
L'Administration remplissait alors, par l'intermédiaire de ses préposés, les fonctions de curateur pour les successions vacantes et d'administrateur provisoire pour les successions non réclamées.
Le service du Domaine, chargé de cette mission, ne pouvait cependant pas agir d’office et une décision judiciaire prenant la forme d’une ordonnance (pour les successions non réclamées) ou d’un jugement rendu en matière gracieuse (pour les successions vacantes) devait nécessairement intervenir.
La loi du 20 novembre 1940 fit l’objet de plusieurs arrêtés détaillant ses modalités d’applications, dont le dernier en date fut celui du 2 novembre 1971 concernant l’administration provisoire et la curatelle des successions vacantes.

### De la loi du 23 juin 2006 à nos jours
Le régime juridique des successions vacantes et non réclamées va être profondément modifié par les dispositions de la loi no 2006-728 du 23 juin 2006 portant réforme des successions et libéralités, ainsi que par celles du décret no 2006-1805 du 23 décembre 2006 relatif à la procédure en matière successorale et modifiant certaines dispositions de procédure civile.
Ces dispositions viennent tracer un nouveau cadre juridique pour les successions ouvertes à partir du 1er janvier 2007 (article 39 et 47 de cette loi).
La notion de succession non réclamée va disparaître, au profit d’une unification des régimes sous celui des successions vacantes, où le représentant de la succession dispose davantage de pouvoir sur le patrimoine qu’il gère.
Depuis cette loi, lorsqu’une succession est considérée comme vacante, toute personne intéressée peut solliciter du juge, qu’elle soit placée sous un régime de protection, à savoir celui de la curatelle, afin qu’elle soit administrée par un curateur, pris auprès de l’autorité administrative chargée du Domaine.
Les régimes spécifiques, qui perduraient jusqu’à lors dans les départements d’Outre-Mer, vont également être supprimés par cette loi, au profit du régime prévu par le Code civil.

## Déroulement de la procédure

### Nomination du curateur
L’article 809 du Code civil dispose que la succession est vacante si :
- personne ne se présente pour la réclamer et s’il n’y a pas d’héritier connu ;
- les héritiers connus ont renoncé à la succession ;
- les héritiers connus n’ont pas opté, de manière tacite ou expresse, après l’expiration d’un délai de six mois à compter de l’ouverture de la succession. (N.B. : Cette situation ne se rencontre que si les héritiers connus n’ont pas été sommés de prendre parti à l’égard de la succession).

En cas de vacance successorale, la curatelle de la succession est confiée au service du Domaine par une ordonnance émanant du président du tribunal de grande instance (en application de l’article 809-1 du Code civil, et 1379 du Code de procédure civile) prise à la requête de tout créancier, de toute personne qui assurait, pour le compte de la personne décédée, l’administration de tout ou partie de son patrimoine, de toute personne intéressée, d’un notaire, ou du ministère public.La nomination du Domaine en tant que curateur fait l’objet d’une publicité, à l'initiative de ce dernier, dans un journal d’annonces légales diffusé dans le ressort du tribunal compétent.
Le service du Domaine compétent, pour connaître de la succession, est celui du lieu du dernier domicile du défunt.
Cette mission est organisée au niveau national, en 17 pôles supra-départementaux de gestion des patrimoines privés, et en 4 services locaux, pour les départements d'Outre-mer (Guadeloupe, Guyane, Martinique, Réunion).
Ces services sont composés d'agents de la Direction Générale des Finances Publiques (DGFIP), placés, en dehors de la région Île-de-France, sous l'autorité du Préfet du département du lieu d'ouverture de la succession.
En Île-de-France, cette mission est assurée par le pôle de gestion des patrimoines privés de la Direction nationale d'intervention domaniale (DNID), qui exerce également le pilotage et à l'animation de la mission sur l'ensemble du territoire.

### Missions du curateur
Dès sa désignation, le curateur exerce les pouvoirs qui lui sont conférés par son ordonnance de nomination, dans le respect des articles 809 et suivants du Code civil, et 1342 et suivants du Code de procédure civile.
Il sollicite l’établissement d’un inventaire estimatif de l’actif et du passif de la succession, auprès d’un officier public ou ministériel, ou d’un fonctionnaire assermenté appartenant à son Administration.
L’établissement de ce document donne lieu à l’insertion d’un avis dans un journal d’annonces légales,diffusé dans le ressort du tribunal compétent.
Les créanciers et légataires de sommes d’argent, sur justification de leur titre, peuvent le consulter ou en obtenir copie.
Parallèlement à la confection de cet inventaire, le curateur prend possession des valeurs et autres biens de la succession détenus par des tiers et poursuit le recouvrement des sommes dues à la succession.
Dans l’hypothèse où le défunt était titulaire d’une entreprise individuelle commerciale, industrielle, agricole ou artisanale, il peut en poursuivre l’exploitation, y compris en plaçant un gérant à sa tête.
D’une manière plus générale, pendant les six mois qui suivent l’ouverture de la succession, le curateur procède aux actes purement conservatoires ou de surveillance, aux actes d’administration provisoire et à la vente des biens périssables.
Puis, au-delà de ce délai, il exerce l’ensemble des actes conservatoires et d’administration, délivre les legs, cède les biens difficiles ou onéreux à conserver, ou ceux nécessaires à l’acquittement du passif.
En outre, les créanciers successoraux ont l’obligation de déclarer leur créance au curateur par lettre recommandé avec accusé de réception ou par remise contre récépissé, afin que le curateur puisse établir un projet de règlement du passif, selon un ordre bien défini. En effet, seul le curateur est habilité à payer les créanciers de la succession et il n’est tenu d’acquitter les dettes que jusqu’à concurrence de l’actif.
Seules certaines créances, prévues à l’article 810-4 du Code civil, échappent à l’obligation de règlement des créances dans le cadre du projet de règlement du passif.
Ce dernier fait l’objet d’une publication dans un journal d’annonces légales, afin de pouvoir être consulté et éventuellement contesté par les créanciers qui ne se trouveraient pas totalement désintéressés.

### Reddition des comptes
Une fois sa mission accomplie, le curateur rend compte des opérations effectuées par lui au juge qui l’a nommé.
Le dépôt du compte fait l’objet d’une publicité et peut être consulté par tout créancier ou tout héritier qui en fait la demande.
Lorsqu’il reste des éléments d’actifs à liquider à la suite de la réception de ce compte rendu par le juge, ce dernier autorise le curateur à procéder à la réalisation de l’actif subsistant.
Ce reliquat d’actif pourra être distribué auprès des créanciers qui déclarent leur créance postérieurement à la remise du compte.
En revanche, en cas d’insuffisance d’actif, les créanciers retardataires ne pourront remettre en cause les règlements opérés par le curateur.

### La fin de la curatelle
Quatre événements sont de nature à mettre fin à la mesure de protection de la succession prise par le juge :
1. L'affectation intégrale de l’actif au paiement des dettes et des legs ;
2. La réalisation de la totalité de l’actif et la consignation du produit net ;
3. La restitution de la succession aux héritiers dont les droits sont reconnus ;
4. L’envoi en possession de l’État.

En effet, en cas d’affectation intégrale de l’actif au paiement des dettes et des charges, le patrimoine administré par le curateur disparaît, et il n’y a donc plus lieu de le protéger.
De la même manière, lorsque l’ensemble des créances ont été payées, et les biens vendus, le curateur n’a plus aucune possibilité d’agir sur le patrimoine, à moins que des héritiers ou l’État ne se manifestent pour l’appréhender. Il convient donc, là encore, de mettre un terme à sa mission.
En outre, si la vacance d’une succession n’empêche pas les héritiers légitimes de faire valoir leur droit sur cette dernière, ils doivent pour se faire fournir un dossier complet de revendication.
Le curateur ne pouvant procéder aux opérations de partage entre héritiers dans une succession, un mandataire commun (généralement un notaire) devra être institué par ces derniers pour obtenir la restitution de la succession.

### Texte applicable
- Code Civil : Article 809 et suivants
- Code de procédure civile :Article 1342 et suivants